# Pseudolernentoma
Pseudolernentoma is een geslacht van eenoogkreeftjes uit de familie van de Chondracanthidae. De wetenschappelijke naam van het geslacht is voor het eerst geldig gepubliceerd in 2003 door Luque & Alves.

## Soorten
- Pseudolernentoma brasiliensis Luque & Alves, 2003